# Helzendorf
Helzendorf ist ein Ortsteil der Gemeinde Warpe im Landkreis Nienburg/Weser in Niedersachsen (Deutschland).

## Geografie
Helzendorf liegt 21 km nordwestlich der Kreisstadt Nienburg/Weser zwischen Bremen (49 km) und Hannover (69 km).
Das Dorf Helzendorf ist 5,04 km² groß und hat ca. 200 Einwohner.

## Geschichte
Die Kirche in Wietzen hatte um 1100 Güter in Helzendorf. Der Hof Bünkemühle gehörte zum Stift Bücken und diente dem Propst als Quartier. Der Hof Wüstenei spielt eine Rolle in der Gründungslegende des Stifts Bücken. Beide Höfe werden also schon zur Gründungszeit des Stifts um das Jahr 886 bestanden haben. Von 1700 bis 1977 gab es eine Schule in Helzendorf. Seit der Gemeindereform, die am 1. März 1974 in Kraft trat, ist Helzendorf ein Ortsteil der Gemeinde Warpe.